# Roquefort (Gers)
Roquefort is een gemeente in het Franse departement Gers (regio Occitanie) en telt 226 inwoners (2005). De plaats maakt deel uit van het arrondissement Auch.

## Geografie
De oppervlakte van Roquefort bedraagt 7,2 km², de bevolkingsdichtheid is 31,4 inwoners per km².

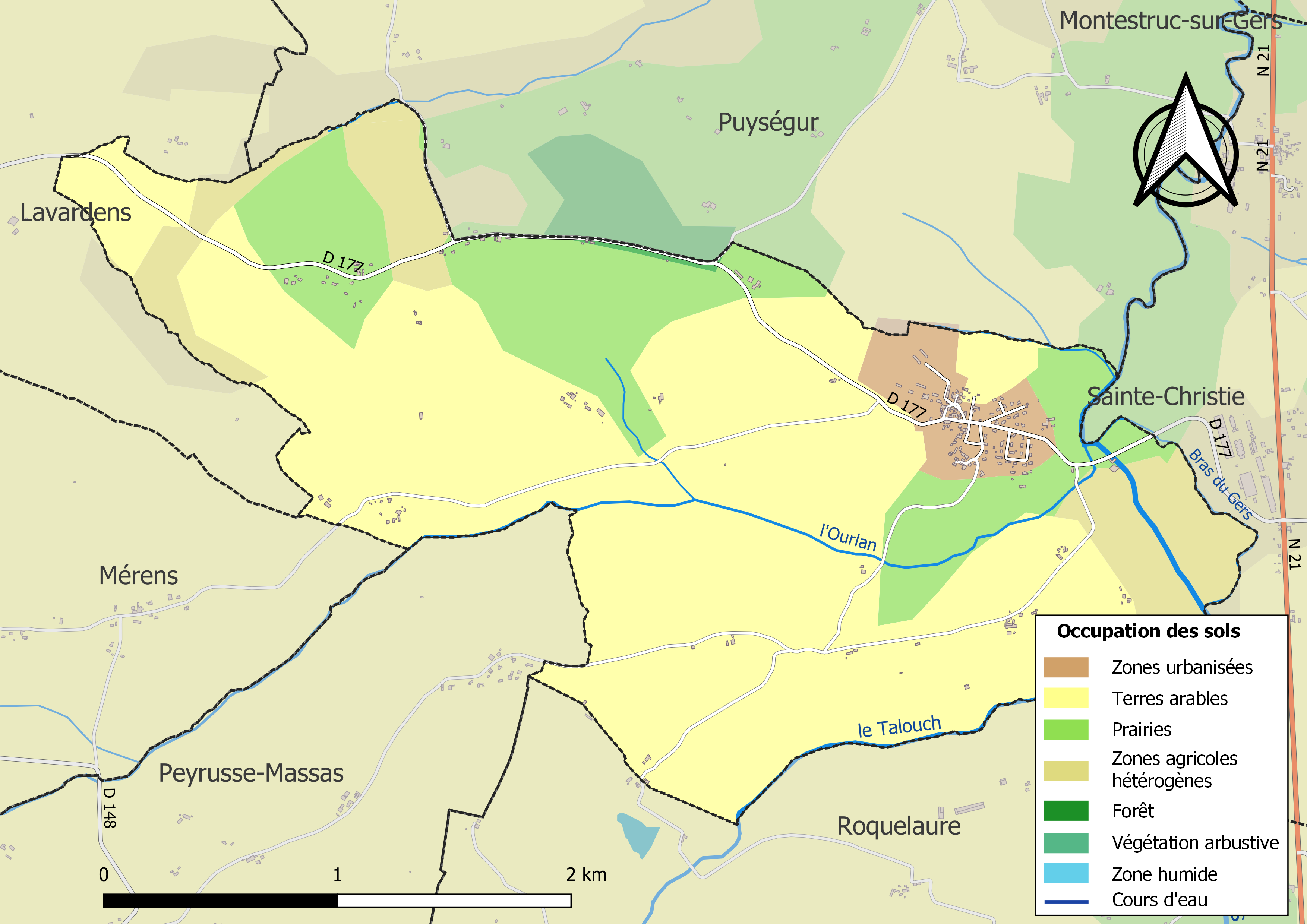
Kaart van de gemeente met belangrijkste infrastructuur, bodemgebruik en omliggende gemeenten

## Demografie
Onderstaande figuur toont het verloop van het inwonertal (bron: INSEE-tellingen).